# Ulrich Conrads
Ulrich Conrads (Bielefeld, 27 de outubro de 1923) é um arquiteto e urbanista alemão.

## Publicações selecionadas
- Dämonen und Drolerien an romanischen und gotischen Kirchenbauten Frankreichs. Ein Beitrag zur Charakteristik zweier Bereiche mittelalterlichen Plastik. Marburg 1950 (Dissertation, Universität Marburg, 1951).
- com Hans G. Sperlich: Phantastische Architektur. Hatje, Stuttgart 1960; 2., unveränderte Auflage 1983, ISBN 3-7757-0179-6.
- Editor: Programme und Manifeste zur Architektur des 20. Jahrhunderts (= Bauwelt Fundamente. Band 1). Ullstein, Berlin 1964.
- Architektur: Spielraum für Leben. Ein Schnellkurs für Stadtbewohner. Eingerichtet und vorgetragen von Ulrich Conrads. Auf Buchseiten gebracht von Sabine Barth. Bertelsmann, München/Gütersloh/Wien 1972, ISBN 3-570-08880-4.
- Umwelt Stadt. Argumente und Lehrbeispiele für eine humane Architektur. Rowohlt, Reinbek bei Hamburg 1974, ISBN 3-499-16885-5.
- Editor: Um uns die Stadt 1931. Anthologie neuer Großstadtdichtung. Bauwelt Fundamente Band 75, Vieweg & Sohn, Braunschweig 1986.[1]
- Editor com Peter Neitzke: Mensch und Raum. Das Darmstädter Gespräch 1951. Mit den Vorträgen von Schwarz, Schweizer, Heidegger, Ortega y Gasset). Neuausgabe: Vieweg, Braunschweig 1991 (= Bauwelt-Fundamente. Volume 94), ISBN 978-3-528-08794-4.
- Editor: Die Bauhaus-Debatte 1953: Dokumente einer verdrängten Kontroverse (= Bauwelt Fundamente. Band 100). Braunschweig, Vieweg, Wiesbaden 1994 .
- Redação: 20 Jahre Deutscher Städtebaupreis: 1980–2000. Möller, Frankfurt 2000.
- Editor com Eduard Führ e Christian Gänshirt: Zur Sprache bringen. Kritik der Architekturkritik. Waxmann, Münster 2003, ISBN 3-8309-1304-4.
- Editor: Die Städte himmeloffen. Reden und Reflexionen über den Wiederaufbau des Untergegangenen und die Wiederkehr des Neuen Bauens 1948/49 (= Bauwelt Fundamente. Band 125). Birkhäuser, Basel 2003, ISBN 3-7643-6903-5.
- Zeit des Labyrinths: Beobachten, Nachdenken, Feststellen 1956–2006 (= Bauwelt Fundamente. Band 136). Birkhäuser, Basel 2007, ISBN 978-3-7643-7821-9.